# Mobile Suit Gundam: Cucuruz Doan's Island
Mobile Suit Gundam: Cucuruz Doan's Island (機動戦士ガンダム ククルス・ドアンの島 Kidō Senshi Gundam: Cucuruz Doan no Shima?) es una película anime dirigida por Yoshikazu Yasuhiko. La película está basada en el infame decimoquinto episodio de la serie de televisión Mobile Suit Gundam, titulado "Cucuruz Doan no Shima" (lit. Isla de Cucuruz Doan), que sufrió varios problemas de animación como resultado de una subcontratación deficiente y de la hospitalización de Yasuhiko. Yasuhiko decidió rehacer el episodio como una película debido a que le gustó el concepto original de la trama para ese episodio. La película está ambientada durante la "Guerra de Un Año", cuando 
Amuro Ray pilotea el mecha Gundam titular y se le ordena junto con el equipo de la Base Blanca que busque a los rezagados de Zeon en una isla remota. Fue estrenada en Japón el 3 de junio de 2022.

## Argumento
En una isla aparentemente deshabitada, un Zaku deformado enfrentó y destruyó a dos GM y al Gunperry que los transportaba mientras un grupo de niños observaba y animaba al Zaku y a su piloto, Doan.
Después de la victoria en Jaburo, Gopp asigna a Bright Noa, ahora ascendido a teniente comandante, para atravesar Las Palmas junto con otras fuerzas de la Federación contra las fuerzas de Zeon. Durante el cual, un comandante solicita a Bright que pase por la isla de Alegranza, la isla más al norte de las Islas Canarias, debido a que los remanentes de Zeon en el área han eliminado a dos GM. Según lo ordenado, Bright pasa la isla y envía el RX-78-02 Gundam de Amuro Ray, el RX-77-02 Guncannon de Kai Shiden con Job John y Hayato Kobayashi usando el Gunperry y permaneciendo en una zona de aterrizaje para ellos.
La pareja se separó cuando Kai encontró campos arados cerca del faro de la isla, así como niños que comenzaron a arrojar piedras a su traje móvil. Mientras tanto, Amuro siguió un conjunto de huellas de Zaku cerca de un acantilado, donde fue atacado por la espalda por un solitario Zaku II. Amuro casi fue empujado por el acantilado, pero pudo empujar a Zaku. Habiendo perdido su rifle de rayos en el ataque, los dos se involucraron en un combate cuerpo a cuerpo, pero Zaku tomó la delantera cuando esquivó el ataque de Amuro y atravesó el escudo del Gundam. Mientras Amuro descartó el escudo y continúa luchando, el suelo debajo de él se derrumbó después de que saltó para evitar el ataque de Zaku.
En ese momento, Kai regresa a Gunperry. Incapaz de contactar a Amuro, y con una tormenta acercándose, Bright ordenó a Kai, Job y Hayato que regresaran y dijo que continuarían la búsqueda más tarde. Mientras tanto, Amuro, inconsciente, soñaba con sus penurias hasta ese momento: el ataque al Side 7, la obsesión de su padre por el Gundam, su madre reprendiéndolo por luchar en la guerra y su batalla con Char Aznable durante la reentrada atmosférica. Una vez que se despertó, se encontró vendado en una cama en una choza en la playa. Al verlo, un grupo de niños corrió hacia su cuidador, un granjero llamado Cucuruz Doan. Amuro se dio cuenta de que Doan era el piloto del Zaku que lo atacó y le exigió que devolviera el Gundam. Cuando Doan se negó a responder y los niños revelaron su verdadero desdén por los soldados como él, Amuro se fue a buscar el Gundam.
Al atardecer, Amuro llegó al borde del cráter volcánico de la isla pero no encontró nada. Sintiendo la preocupación de Cara por la exposición de Amuro al aire libre, Doan le pidió que fuera a buscarlo. Mientras los niños y Doan discutían cómo uno de los niños, Julian, estaba a punto de celebrar su cumpleaños número 7 pasado mañana, Cara trajo a Amuro para cenar, para disgusto de los otros niños. A pesar de la hostilidad de los niños, Doan prometió que Amuro comenzaría a trabajar para sus comidas al día siguiente. Esa noche, Cara notó que Doan trabajaba en otra de sus muchas noches incansables, pero él le aseguró que su trabajo estaba casi completo.
En un plato que se dirigía a la base naval de la Federación en Belfast, el almirante Johann Ibrahim Revil y Elran estaban coordinando el ataque a Odessa. Revil deseaba tener la White Base cerca de él y le ordenó que se dirigiera a Belfast. Cuando Bright fue informado de esto y se le ordenó partir de inmediato, se indignó por la abrupta noticia, pero se vio obligado a informar a la tripulación que tenían que dejar atrás a Amuro y partir hacia Belfast. Debido a esto, Sleggar Law y Kai comenzaron a planificar su propia misión de rescate para Amuro.
Mientras tanto, M'Quve, el comandante de las fuerzas de Zeon en la Tierra, se puso en contacto con la fuerza de ataque de la Federación dirigida por Gopp, advirtiéndoles que cancelaran el ataque a Gibraltar y amenazando con destruir las principales ciudades de la Tierra si se negaba. Sin embargo, Gopp simplemente ignoró la amenaza. Al mismo tiempo, el equipo Southern Cross Corps, pilotando MS-06GD Zaku High Mobility (Surface Type), derrotó a un grupo de GM que atacaba Casablanca y rescató a las fuerzas aliadas. Después de la batalla, el último miembro del equipo, Danan Rashica, comentó que se unió debido a su interés en el excapitán del equipo, Doan, queriendo ver qué tan fuerte era de cerca. Rápidamente fue interrumpido por el nuevo líder del grupo, Egba Atler, quien sostuvo su Zaku a punta de cuchillo y le advirtió que nunca mencionara el nombre del traidor.
Esa noche, Doan se quedó hasta tarde estudiando los esquemas de un cohete. Lope, uno de los niños, estaba llorando, lo que provocó que experimentara un recuerdo de su época como líder del Southern Cross Corps. Cuando conducía el equipo luchando por una ciudad, escuchó el sonido del llanto de Lope, tirando impotente del cuerpo sin vida de un adulto. Luego tuvo una conversación con Cara, con Cara rogándole que no muriera por ellos.
A la mañana siguiente, Amuro comenzó a ayudar con el trabajo agrícola de Doan. Quedó impresionado por la amistad entre los niños y el cuidado de Doan hacia ellos. Se fue en busca del Gundam nuevamente, pero no sin antes recibir una gorra de campo Zeon y una cantimplora de agua de Doan. En la Base Blanca, Katz, Letz, Kikka y Harose se encerraron en el baño de la nave cuando se enteraron de que Amuro se estaba quedando atrás, negándose a comer o irse. Sin embargo, Sleggar engañó a Kikka para que abriera la puerta con la promesa de un helado. Sleggar y Kai luego invitan en privado a Hayato y Job para que los ayuden en su búsqueda. Como no les cabía un segundo mobile suit, ya que tendrían que acomodar el Gundam en el viaje de regreso, Sleggar decide pedirle ayuda a Sayla, ya que necesitaría viajar en su Core Booster para viajar.
Al regresar de otra búsqueda vacía, Amuro se entera de que la bomba de agua del faro estalló durante un aguacero. Al ver el problema en el que se encontraban, Amuro se ofrece como voluntario para ayudar a Doan y Marcos reparar la tubería rota antes de volver a su búsqueda. Una vez que el agua regresa al faro, Doan se va en un pequeño viaje con Marcos siguiéndolo en secreto. Pronto resulta que Doan arrojó los restos de los GM derrotados e incluso otro Zaku, en el mar, y mantuvo su viejo submarino, Zaku II, y el Gundam en una cala escondida. Marcos se enfrentaría a Doan, deseando pelear a su lado usando la unidad blanca que había tomado el otro día. Por coincidencia, Amuro también encuentra la base y pide que le devuelvan su Gundam, pero Marcos elige atacar a Amuro para demostrar que es más fuerte y mejor piloto. Esta pelea, sin embargo, solo enfurece a Doan hasta el punto en que les grita a ambos que se vayan de inmediato. Luego vuelve a verificar el estado de su centro de control abandonado, revelando misiles nucleares inactivos.
En Gibraltar, M'Quve recibe un informe de Marruecos de una interferencia de señal en el punto CA. Creyendo que se trata de un saboteador en lugar de un operativo real, M'Quve ordena que el equipo de Southern Cross investigue. Mientras Danan se queja de la pésima misión de exploración, Wald Ren sugiere que el culpable no podría ser otro que Doan, lo que irrita a todos los miembros del equipo. En la Base de la Federación, Sleggar y los otros pilotos parten, mientras que Bright, al darse cuenta de su plan, retrasa intencionalmente la partida de la White Base, pero se sorprende al enterarse de que un grupo de soldados de Zeon se dirige a Alegranza. Del mismo modo, Marcos se da cuenta de la separación repentina de las nubes, y él y Amuro regresan inmediatamente, donde Cara lucha por consolar a los niños aterrorizados.
Cuando se cortó la electricidad en el edificio, Amuro se dirige inmediatamente hacia sus generadores y puede repararlo rápidamente, lo que permite el uso tanto de la energía en el edificio como del faro mismo. Para su sorpresa, la causa del repentino cambio de vientos era en realidad el Gunperry, que había venido a rescatarlo. Desafortunadamente, Doan nota un segundo barco que pertenece a su antiguo equipo. Como la situación ahora había cambiado, le pide a Marcos que lo acompañe y defienda la isla mientras Amuro también se ofrece como voluntario para ayudar. En el otro lado de la isla, Gunperry y Southern Cross Team ya se habían dado cuenta cuando Egba se va para atacar a las unidades enemigas mientras que el resto del equipo continúa con la misión.
Mientras se sumerge hacia la cala, Amuro se desmaya bajo el agua y Marcos se ve obligado a resucitarlo mientras Doan se va en su Zaku para luchar. Al mismo tiempo, las unidades de la Base Blanca son fácilmente derrotadas cuando Sayla se ve obligada a aterrizar, lo que corta la cabeza del GM de Sleggar. Además, el cañón de Hayato también fue destruido mientras que las piernas de Kai fueron cortadas. Sin embargo, antes de que Kai pudiera ser derribado, Doan aparecía repentinamente y detenía a sus excompañeros de equipo. Mientras tanto, Yun Sanho y Wald, cuyo volante de apoyo fue destruido por Sayla y Sleggar, eventualmente llegarían a la cala, y este último saldría de su unidad para buscar el centro de control.
Danan, emocionado de ver finalmente al hombre en cuestión, inmediatamente ataca a Doan implacablemente con su ametralladora y su halcón térmico. A pesar de esto, la habilidad superior de Doan le permite esquivar los ataques de Danan antes de acabar con él con su halcón de calor. Bajo tierra, Wald reinicia el sistema y configura los misiles en un temporizador de lanzamiento. Cuando regresa a su Zaku, Sanho nota rezagados dentro de la base y decide perseguirlos. Mientras revisa las perchas, encuentra un pie rojo con cortinas, cuando lo abre, se revela que es el Gundam, que ahora estaba siendo pilotado por Amuro.
Sanho es tomado por sorpresa y muere cuando su sable de rayos atraviesa la cabina. Wald entraría accidentalmente en la situación y moriría aplastado bajo el pie del Gundam. Arriba, Doan mataría a regañadientes a Selma Livens antes de enfrentarse a Egba. Coincidentemente, Blanca, la cabra de Doan, huiría presa del pánico debido a la lucha y se encontraría con los pilotos de la White Base, y los grupos se fusionarían mientras seguían la batalla de Doan y Egba hasta el cráter de la isla.
Cansado de sus peleas contra Danan y Selma, Egba cortó el brazo derecho y el halcón de calor de Doan, aunque permaneció desafiante y comenzó a arrojar piedras hacia Egba. Esto le daría suficiente tiempo a Amuro para salvar el día al enfrentarse a Egba con los sables de rayos de Gundam y sus armas vulcan. Amuro eventualmente lograría arrojar a Egba por un acantilado con los vulcanos antes de cortar a su unidad con los sables de rayos. A pesar de esto, los misiles nucleares subterráneos finalmente se lanzan y alcanzan el cielo, más allá del alcance de la Federación. Sin embargo, cuando los misiles se separan, comienzan a explotar en el aire, el verdadero resultado del trabajo nocturno de Doan.
Al ver que su plan había fallado, M'Quve se sintió decepcionado pero divertido, comentando que el culpable pudo haber tenido una cultura similar antes de irse. Con Amuro y el Gundam de regreso, él y los pilotos restantes de White Base estaban listos para regresar, pero Amuro se da cuenta de que el pasado de Doan aún persistiría, por lo que elige ayudar a Doan arrojando su Zaku dañado al mar. Mientras los huérfanos de Doan están enojados por esto, Doan responde que Amuro había hecho lo correcto, y él y los demás se despiden de ellos.
A la mañana siguiente, con todos los tripulantes a salvo, Bright finalmente ordena que la Base Blanca viaje a Belfast. En su camino, hace un pequeño paso a través de Alegranza, con Doan y los demás saludándolos mientras se van.

## Reparto
| Personaje            | Seiyū             |
| -------------------- | ----------------- |
| Amuro Ray            | Tōru Furuya       |
| Cucuruz Doan         | Shunsuke Takeuchi |
| Bright Noa           | Ken Narita        |
| Kai Shiden           | Toshio Furukawa   |
| Hayato Kobayashi     | Hideki Nakanishi  |
| Sleggar Law          | Tomofumi Ikezoe   |
| Mirai Yashima        | Satomi Arai       |
| Sayla Mass           | Megumi Han        |
| Fraw Bow             | Misato Fukuen     |
| Egba Atler           | Atsushi Miyauchi  |
| Wald Ren             | Yōji Ueda         |
| Selma Livens         | Shizuka Itō       |
| Yun Sanho            | Kōji Yusa         |
| Danan Rashica        | Yū Hayashi        |
| Johann Ibrahim Revil | Hiroshi Naka      |
| M'Quve               | Takumi Yamazaki   |
| Char Aznable         | Shūichi Ikeda     |

## Producción
Se anunció por primera vez en la 2.ª Conferencia de Gundam el 15 de septiembre de 2021.
La primera imagen clave y el tráiler se lanzaron el 21 de diciembre de 2021 aproximadamente a las 07:00 JST. Gundam.Info publicó el staff el mismo día El 19 de enero de 2022, el canal GundamInfo subió el primer tráiler con subtítulos en inglés
Según una entrevista con Yasuhiko publicada en la edición de diciembre de 2021 de Gundam Ace, esta película no fue una adaptación de Mobile Suit Gundam: The Origin MSD Cucuruz Doan's Island, sino que el manga fue el motivo del inicio del proyecto.
El 3 de febrero de 2022 a las 07:00 JST, se revelaron la fecha de lanzamiento, la sinopsis, el elenco principal y más diseños de personajes.
El 9 de marzo ("Día de Zaku"), se revelaron el actor de voz y el Zaku de Cucuruz Doan.
Observando las imágenes filtradas, la ciudad donde transcurre la historia está inspirada en Las Palmas de Gran Canaria, tomando como referencia su fisonomía e incluso estilo de edificios. En la película se precisa que la ubicación es en la isla de Alegranza.